# اکاترینا لوپز
 اکاترینا لوپز (انگلیسی: Ekaterina Lopes؛ زادهٔ ۱۸ دسامبر ۱۹۸۷) یک تنیس‌باز اهل روسیه است. 